# Ancistrocerus waldenii
Ancistrocerus waldenii är en stekelart som först beskrevs av Henry Lorenz Viereck 1906.  Ancistrocerus waldenii ingår i släktet murargetingar, och familjen Eumenidae.

## Underarter
Arten delas in i följande underarter:
- A. w. excavatus
- A. w. flavidulus